# Безумный разбойник
Безумный разбойник (апокрифические имена Ге́стас, Гесмас) — преступник, распятый на Лобном месте (Голгофе вместе с Иисусом Христом и благоразумным разбойником (подробнее см. Меж двух разбойников).
Упоминается в Евангелии от Луки:

Вели с Ним на смерть и двух злодеев. И когда пришли на место, называемое Лобное, там распяли Его и злодеев, одного по правую, а другого по левую сторону… Один из повешенных злодеев злословил Его и говорил: «если Ты Христос, спаси Себя и нас»
— Лк. 23:32-43
В Евангелии от Луки оба разбойника безымянны, впервые имя Гестаса зафиксировано в апокрифическом Евангелии от Никодима, датируемом серединой IV века в форме Геста.
В средневековом сочинении «Золотая легенда» его имя записано как Гесмас.
Гестас (именуемый Думахус) является также персонажем Арабского евангелия детства Спасителя (VI век).
Пересекая пустыню, Святое семейство встретило двух разбойников — Тита и Думаха, которые были дозорными при своих спящих товарищах.
Тит не хотел причинять вреда Иисусу и его родителям и уговорил Думаха их пропустить.

В другом варианте предания рассказывается, как Гесмас ограбил святого Иосифа во время бегства в Египет, в то время как Дисмас спас Деву Марию и младенца Иисуса. Существует также легенда, что во время бегства в Египет Богородица спасла каплей своего молока младенца Дисмаса, младенец Гемас же был вскормлен только своей матерью. Разбойник упоминается в латинском стихе-талисмане от воров.
В русском апокрифе «Слово о Крестном Древе» (XV—XVI века) рассказывается о кресте безумного разбойника. Крест этот был сделан из дерева, посаженного Моисеем у горько-солёного источника Мерры (Исх. 15:23-25) из трёх сплетённых вместе ветвей дерева, принесённого из рая во время всемирного потопа. По-видимому, крест Гестаса, хотя и был признан найденным равноапостольной Еленой, не был признан реликвией. Дальнейшая его судьба неизвестна.
В Иудеe приговаривали к смертной казни за грабёж, разбой, убийство, возмущение народа. Дисмас и Гестас являются первоначальными образцами раскаявшегося (Дисмас) и нераскаявшегося (Гестас) грешников. Одного ждал рай, другого — ад.